# Дербентська стіна
Дербентська стіна — подвійний мур часів Сасанідів, що перекривала Каспійську браму в Дербенті. Топонім «Дербент» означає «вузька брама», і стіна перекриває ту браму від морського берега до фортеці Нарин-кала. Стіна упродовж 15 століть використовувалась з оборонною метою персами, арабами й монголами. 2003 року стіну віднесено до Світової спадщини ЮНЕСКО.

## Опис
Довжина муру становить 3600 м. Південна й північна частини муру збудовані паралельно одна до одної на відстані 300—400 м. Гірська частина муру уходить на 40 км у бік Кавказьких гір. Колись велична споруда дотепер збереглась лише фрагментарно. Морська частина стіни заходить на 500 м у море, зачиняючи вхід до гавані. Найдавніша частина міста оточена тими двома стінами. Південний мур, як молодший, був здебільшого знесений в XIX столітті, натомість північна значною мірою зберігає первісний вигляд.
Нижні частини муру складені з необпаленої цегли, втім основний об'єм, датований VI століттям, викладений з великих блоків тесаного каменю (100 х 65 х 25 см). Простінок між двома рядами кам'яних блоків забутований рваним каменем. Каменярі використовували вапняний розчин. Пізніші будівельні періоди легко відрізнити за невеликими розмірами блоків (в середньому 30 х 40 см). Під час кладки каменярі чергували блоки «обличчям» і «цоколем», що робило кладку міцнішою. Середня висота муру — 12 метрів, товщина варіюється від 230 до 380 см.
Приблизно на рівних відстанях одна від одної вздовж стіни було зведено 73 оборонні вежі. На північній стіні збереглось 46 веж, розташованих приблизно на відстані 70 метрів одна від одної. Брами, здебільшого часів Сасанідів, відрізняються своїми архітектурними рішеннями. З 14 первинних брам збереглись дев'ять: дві у фортеці, 4 — у південній стіні й 3 — у північній. Так звана Кам'яна брама була перебудована в середньовіччі, брама Сорока — у XVII столітті, а Середня та Глашатайська брама — після входження Дагестану до складу Російської імперії.